# Ruta Nacional 27 (Colombia)
La Ruta Nacional 27 es una ruta colombiana de tipo troncal que inicia en el municipio de Plato, departamento del Magdalena partiendo del tramo 8002 de la Ruta Nacional 80 y finaliza en el Corregimiento de Palermo (municipio de Sitionuevo), departamento del Magdalena donde cruza con el tramo 9007 de la Ruta Nacional 90. Una ruta paralela al río Magdalena que conecta la Depresión momposina con el litoral Caribe colombiano.

## Antecedentes

Trazado de la Ruta Nacional 27 establecida en la Resolución 3700 de 1995

La ruta fue establecida en la Resolución 3700 de 1995 teniendo como punto de inicio el sitio de El Empate con la Ruta Nacional 45 sobre el municipio de Arboleda en el departamento de Nariño y como punto final el sitio de Higuerones (municipio de Florencia) en el departamento del Cauca. Dicho trazado inicial iría paralela a la Ruta Nacional 25 conectando las regiones del nororiente nariñense y el suroriente caucano con la Ruta Nacional 25. Sin embargo, la Resolución 339 de 1999 redefinió la ruta pasándola al departamento del Magdalena con un trayecto paralelo al Río Magdalena. Los tramos correspondiente a la anterior Ruta Nacional 27 forman parte de la Red Vial Secundaria del departamento de Nariño y Cauca.  

## Descripción de la ruta
La ruta posee una longitud total de 166,21 km. aproximadamente dividida de la siguiente manera:

### Ruta actual[1]
| Código | Tipo  | Recorrido          | Clasificación SINC         | PR Inicial | PR Final | Longitud km. |
| ------ | ----- | ------------------ | -------------------------- | ---------- | -------- | ------------ |
| 2701   | Tramo | Plato - Salamina   | Paralela del Río Magdalena | 0+0000     | 102+0000 | 102,00       |
| 2702   | Tramo | Salamina - Palermo | Paralela del Río Magdalena | 0+0000     | 63+1505  | 64,51        |

- Total kilómetros a cargo de INVIAS: 166,21 km.
- Total Kilómetros en concesión por la ANI: 0 km.
- Total Kilómetros en concesión departamental: 0 km.
- Total tramos (incluido tramos alternos): 2
- Total pasos o variantes: 0
- Total ramales: 0
- Total subramales: 0
- Porcentaje de vía en Doble Calzada: 0%
- Porcentaje de Vía sin pavimentar: 0%

### Ruta eliminada o anterior
| Código | Tipo  | Recorrido              | Situación Actual |
| ------ | ----- | ---------------------- | --- |
| 2701   | Tramo | El Empate - Higuerones | - 25ANR01 Carretera Secundaria Departamental (El Empate - Florencia) - 25ACC01 Carretera Secundaria Departamental (25ACC01) (Florencia - Higuerones) |

## Municipios
Las ciudades y municipios por los que recorre la ruta son los siguientes:
Convenciones:
- Fondo Azul : Recorrido actual.
- Fondo Gris : Recorrido anterior.
- Negrita: Cabecera municipal.
- Texto azul: Ríos.
- Texto verde: Parques nacionales.

| Tramo | Municipio            | Recorrido | Departamento |
| ----- | -------------------- | --- | ------------ |
| 2701  | Arboleda             | El Empate | Nariño       |
| 2701  | San José de Albán    | Mama Pacha; San José de Albán; Betolia; Campobello                                                                                                | Nariño       |
| 2701  | San Bernando         | San Bernando; La Vega; Villa María; Buenavista (Acceso 52685_6 a Centro Educativo Junín); Plazuelas (Acceso 25NR01-5 a Belén);                    | Nariño       |
| 2701  | La Cruz              | La Cabaña; La Estancia; La Cruz; La Cofradía (Acceso 25ANR01-4 a Escandoy).                                                                       | Nariño       |
| 2701  | San Pablo            | Lagunitas; Chical Alto; Chical Bajo; Las Juntas; San Pablo; La Cañada; Represa Hidromayo; La Elvira; Nueva Florida; El Alto.                      | Nariño       |
| 2701  | Florencia            | Florencia (Cruce 25ACC01 ); Higuerones (Cruce 2501A ).                                                                                            | Cauca        |
| 2701  | Plato                | Plato (Cruce 8002 ). | Magdalena    |
| 2701  | Tenerife             | San Luis; Tenerife; Real del Obispo (Acceso 80MG11 a Santa Inés y Chibolo).                                                                       | Magdalena    |
| 2701  | Zapayán              | Área Rural. | Magdalena    |
| 2701  | Pedraza              | Heredia; Cruce (Acceso a Bomba y Bálsamo); Bahía Honda; Pedraza (Acceso 80MG0103 a Guaiquirí y acceso 27MG01 a Concordia y Cerro de San Antonio). | Magdalena    |
| 2701  | Cerro de San Antonio | Cerro de San Antonio (Acceso 27MG01 a Pedraza).                                                                                                   | Magdalena    |
| 2701  | El Piñón             | Cruce (Acceso 27MG02 a Cantagallar); El Piñón. | Magdalena    |
| 2701  | Salamina             | Salamina. | Magdalena    |
| 2702  | Salamina             | Salamina; Guamaro; Caño Renegado. | Magdalena    |
| 2702  | Remolino             | Remolino. | Magdalena    |
| 2702  | Sitionuevo           | Caño Aguas Negras; Sitionuevo; Caño La Fer; Palermo (Cruce 9007 ).                                                                                | Magdalena    |

## Concesiones y proyectos
Actualmente la ruta posee los siguientes proyectos y concesiones:

### Concesiones y proyectos anteriores
| Código | Sector             | Tipo            | Cód. proyecto | Nombre Proyecto                                  | Concesionaria | Unidad Funcional | Etapa     | PR Inicial | PR Final | Longitud km. |
| ------ | ------------------ | --------------- | ------------- | ------------------------------------------------ | ------------- | ---------------- | --------- | ---------- | -------- | ------------ |
| 2702   | Salamina - Palermo | Proyecto INVIAS | VP013         | Sector Palermo -Sitionuevo - Remolino - Guaimaro | NA            | NA               | Reversado | NA         | NA       | 52,60        |